# Adinfer
Adinfer ist eine französische Gemeinde im Département Pas-de-Calais in der Region Hauts-de-France. Sie gehört zum Kanton Avesnes-le-Comte im Arrondissement Arras.

## Lage
Die Gemeinde Adinfer liegt ca. zehn Kilometer südsüdwestlich von Arras. Nachbargemeinden von Adinfer sind Blairville im Norden, Hendecourt-lès-Ransart, Boiry-Sainte-Rictrude und Boiry-Saint-Martin im Osten, Douchy-lès-Ayette im Süden, Monchy-au-Bois im Südwesten sowie Ransart im Nordwesten. Die Bewohner nennen sich Adinférois.

## Bevölkerungsentwicklung
| Jahr                       | 1962 | 1968 | 1975 | 1982 | 1990 | 1999 | 2006 | 2015 | 2022 |
| -------------------------- | ---- | ---- | ---- | ---- | ---- | ---- | ---- | ---- | ---- |
| Einwohner                  | 241  | 211  | 194  | 192  | 200  | 212  | 216  | 250  | 283  |
| Quellen: Cassini und INSEE |      |      |      |      |      |      |      |      |      |

## Sehenswürdigkeiten

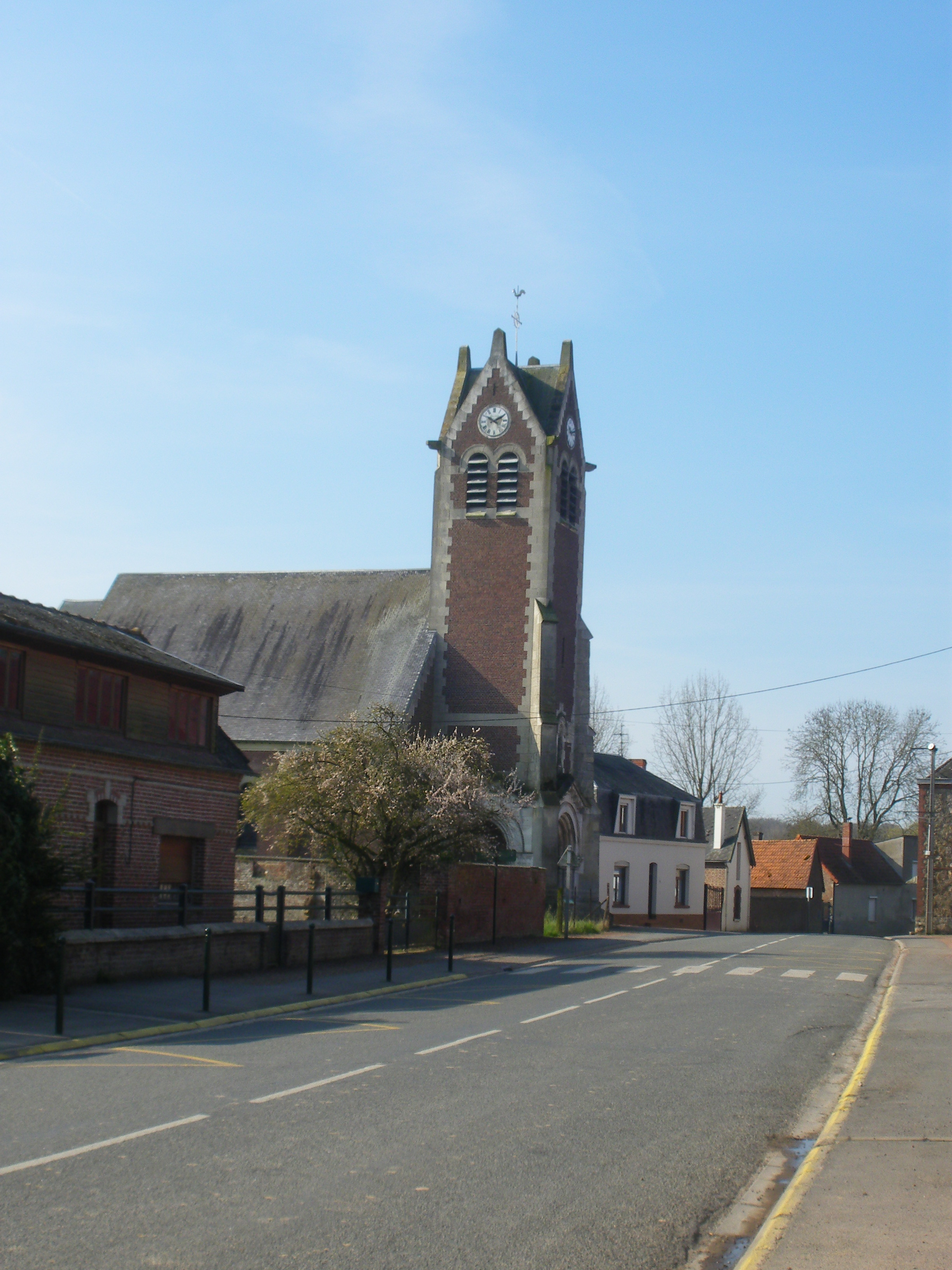
Kirche Saint-Nicolas
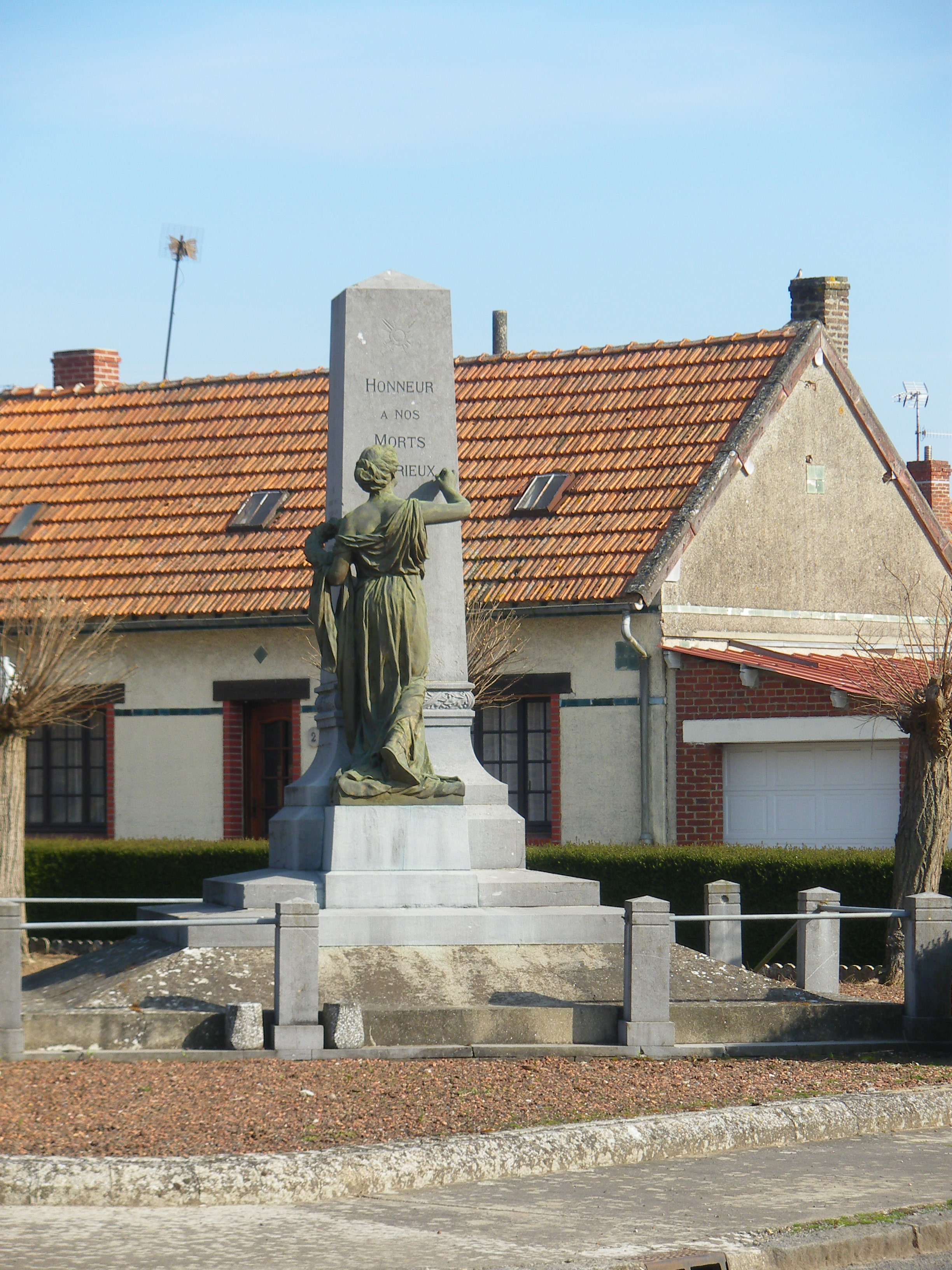
Gefallenendenkmal

- Kirche Saint-Nicolas
- Gefallenendenkmal